# Santópolis do Aguapeí
Santópolis do Aguapeí là một đô thị ở bang São Paulo của Brasil. Đô thị này có vị trí địa lý vĩ độ 21º38'15" độ vĩ nam và kinh đô là 50º30'01" độ kinh tây, trên độ cao 429 mét. Dân số năm 2004 là 3.801 người.
Diện tích là 127,97 km².